# Pedreiras (Porto de Mós)
Pour la municipalité au Brésil, voir Pedreiras.
Pedreiras est une freguesia portugaise située dans le District de Leiria.
Avec une superficie de 11,28 km2 et une population de 2 655 habitants (2001), la paroisse possède une densité de 235,4 hab/km2.